# Đảng Cộng sản Indonesia
Đảng cộng sản Indonesia (tiếng Indonesia: Partai Komunis Indonesia, PKI) từng là đảng cộng sản không cầm quyền lớn nhất trên thế giới trước khi bị trấn áp năm 1965 và bị cấm hoạt động từ năm 1966.

## Những người tiên phong

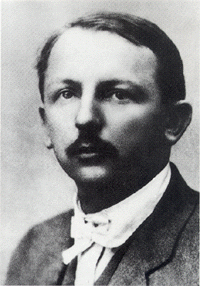
Henk Sneevliet

Một tổ chức quan trọng đã sớm được thành lập bởi hai nhà xã hội chủ nghĩa người Hà Lan là Henk Sneevliet và Pak Yahya năm 1914 với tên gọi Hội Liên hiệp Dân chủ Xã hội Đông Ấn (tiếng Hà Lan: Indische Sociaal-Democratische Vereeniging, ISDV). Về bản chất ISDV được thành lập bởi 85 thành viên của hai đảng xã hội Hà Lan, Đảng Công nhân Dân chủ Xã hội và Đảng Cộng sản Hà Lan, hoạt động tại Đông Ấn Hà Lan. Các thành viên người Hà Lan truyền bá lý tưởng Mác xít đến những trí thức người Indonesia đang tìm kiếm con đường chống lại ách thực dân.
Tháng 10 năm 1915, ISDV bắt đầu cho in ấn bản bằng tiếng Hà Lan: Het Vrije Woord (Lời tự do), người biên soạn là Adolf Baars. ISDV đã không đòi hỏi nền độc lập tại thời điểm nó ra đời. Khi ISDV có khoảng 100 thành viên, chỉ có 3 trong số đó là người Hà Lan. Tuy nhiên, nó nhanh chóng chuyển sang hướng cấp tiến và chống tư bản.